# Our Lady of Angels (Puducherry)

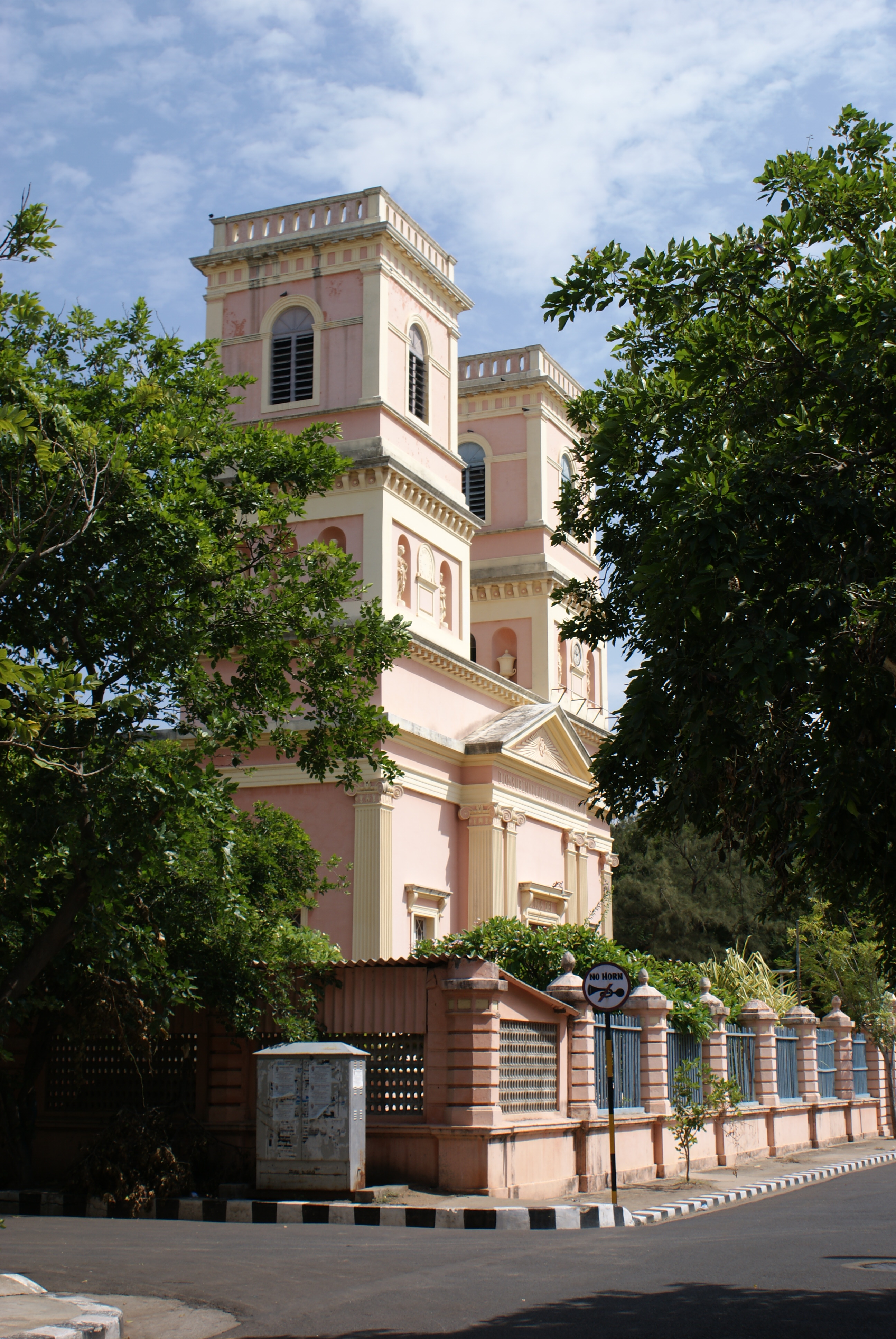
Die Kirche Our Lady of Angels

Die Kirche Our Lady of Angels (engl. Our Lady of Angels Church, frz. Église de Notre Dame des Anges) ist eine katholische Kirche in der südindischen Stadt Puducherry (Pondicherry). Die Kirche Our Lady of Angels befindet sich in der Dumas Street an der Ecke zur Surcouf Street im French Quarter, dem kolonialzeitlich geprägten Stadtviertel in dem an der Meerseite gelegenen Teil der Innenstadt. Sie ist „Unserer Lieben Frau von den Engeln“ geweiht.
Ein Vorgängerbau der Kirche Our Lady of Angels war während der französischen Kolonialzeit 1707 von den Kapuzinern innerhalb der damaligen Festung erbaut worden. Als die Briten im Dritten Karnatischen Krieg 1761 Pondicherry einnahmen, zerstörten sie die Festung und die Kirche. Die heutige Kirche Our Lady of Angels stammt aus dem Jahr 1855. Sie vertritt den Stil der Neorenaissance.